# Umoe Catering
Umoe Catering AS är ett norskt företag som äger flera restaurangkedjor. I företaget ingår Peppes Pizza, King Food Norge (Burger King), American Bistro Scandinavia (TGI Friday's), Cafe Opus AS, La Baguette AS och Pubcompaniet AS.
Umoe Catering ägs av Umoe Gruppen AS, som är helägt av Jens Ulltveit-Moe och hans familj.